# Henry James
Henry James (15 tháng 4 năm 1843 – 28 tháng 2 năm 1916) là tác giả và nhà phê bình văn học Mỹ, là con trai của Henry James Sr. và em trai của nhà triết học và nhà tâm lý học William James.
Ông sống phần nhiều cuộc đời ở châu Âu và trở thành là một công dân Anh không lâu trước khì chết.
Ông được biết chủ yếu với những cuốn tiểu thuyết, những truyện ngắn mới lạ dựa trên những chủ đề về ý thức. Quyển Charles W. Eliot của ông đã đoạt Giải Pulitzer cho tác phẩm Tiểu sử và Tự truyện năm 1931.
James đóng góp đáng kể vào phê bình tiểu thuyết những điều hư cấu, đặc biệt ông nhấn mạnh cho tự do nhất có thể được trong việc trình bày tầm nhìn ra thế giới.

## Tác phẩm

### Truyện ngắn, truyện vừa
- A Tragedy of Error (1864)
- The Story of a Year (Chuyện của một năm, 1865)
- A Landscape Painter (1866)
- A Day of Days (Một ngày của các ngày, 1866)
- My Friend Bingham (1867)
- Poor Richard (1867)
- The Story of a Masterpiece (1868)
- A Most Extraordinary Case (1868)
- A Problem (Một vấn đề, 1868)
- De Grey: A Romance (1868)
- Osborne's Revenge (1868)
- The Romance of Certain Old Clothes (1868)
- A Light Man (1869)
- Gabrielle de Bergerac (1869)
- Travelling Companions (1870)
- A Passionate Pilgrim (1871) truyện vừa
- At Isella (1871)
- Master Eustace (1871)
- Guest's Confession (1872)
- The Madonna of the Future (1873)
- The Sweetheart of M. Briseux (1873)
- The Last of the Valerii (1874)
- Madame de Mauves (1874) truyện vừa
- Adina (story)|Adina (1874)
- Professor Fargo (1874)
- Eugene Pickering (1874)
- Benvolio (1875)
- Crawford's Consistency (1876)
- The Ghostly Rental (1876)
- Four Meetings (Bốn cuộc gặp gỡ, 1877)
- Rose-Agathe (1878, tên khác là Théodolinde)
- Daisy Miller (1878) truyện vừa
- Longstaff's Marriage (1878)
- An International Episode (1878)
- The Pension Beaurepas (1879)
- A Diary of a Man of Fifty (Nhật ký của một người đàn ông ở tuổi 50, 1879)
- A Bundle of Letters (1879)
- The Point of View (1882)
- The Siege of London (1883)
- Impressions of a Cousin (1883)
- Lady Barberina (Quý cô Barberina, 1884)
- Pandora (1884)
- The Author of Beltraffio (1884)
- Georgina's Reasons (1884)
- A New England Winter (1884)
- The Path of Duty (1884)
- Mrs. Temperly (1887)
- Louisa Pallant (1888)
- The Aspern Papers (1888) truyện vừa
- The Liar (1888)
- The Modern Warning (1888, tên xuất bản là The Two Countries)
- A London Life (1888) truyện vừa
- The Patagonia (1888)
- The Lesson of the Master (1888) truyện vừa
- The Solution (1888)
- The Pupil (1891)
- Brooksmith (1891)
- The Marriages (1891)
- The Chaperon (1891)
- Sir Edmund Orme (Ông Edmund Orme, 1891)
- Nona Vincent (1892)
- The Real Thing (Những thứ chân thật, 1892)
- The Private Life (1892)
- Lord Beaupré (1892)
- The Visits (1892)
- Sir Dominick Ferrand (Ông Dominick Ferrand, 1892)
- Greville Fane (1892)
- Collaboration (1892)
- Owen Wingrave (1892)
- The Wheel of Time (1892)
- The Middle Years (1893)
- The Death of the Lion (Cái chết của sư tử, 1894)
- The Coxon Fund (1894)
- The Next Time (Thời gian tới, 1895)
- Glasses (Những mảnh kính, 1896)
- The Altar of the Dead (1895)
- The Figure in the Carpet (1896)
- The Way It Came (1896, cũng xuất bản với tên là The Friends of the Friends)
- The Turn of the Screw (1898) truyện vừa
- Covering End (1898)
- In the Cage (1898) truyện vừa
- John Delavoy (1898)
- The Given Case (1898)
- Europe (Châu Âu, 1899)
- The Great Condition (1899)
- The Real Right Thing (1899)
- Paste (1899)
- The Great Good Place (1900)
- Maud-Evelyn (1900)
- Miss Gunton of Poughkeepsie (1900)
- The Tree of Knowledge (Cây trí tuệ, 1900)
- The Abasement of the Northmores (1900)
- The Third Person (Người thứ ba, 1900)
- The Special Type (1900)
- The Tone of Time (1900)
- Broken Wings (1900)
- The Two Faces (Hai khuôn mặt, 1900)
- Mrs. Medwin (Quý bà Medwin, 1901)
- The Beldonald Holbein (1901)
- The Story in It (1902)
- Flickerbridge (1902)
- The Birthplace (Nơi sinh, 1903)
- The Beast in the Jungle (Con thú trong rừng, 1903) truyện vừa
- The Papers (Những mẩu giấy, 1903)
- Fordham Castle (Lâu đài Fordham, 1904)
- Julia Bride (1908)
- The Jolly Corner (1908)
- The Velvet Glove (1909)
- Mora Montravers (1909)
- Crapy Cornelia (1909)
- The Bench of Desolation (1909)
- A Round of Visits (1910)

### Tiểu thuyết
- Watch and Ward (1871)
- Roderick Hudson (1875)
- The American (Người Mỹ, 1877)
- The Europeans (Những người châu Âu, 1878)
- Confidence (Sự tự tin, 1879)
- Washington Square (Quảng trường Washington, 1880)
- The Portrait of a Lady (Chân dung của một quý bà, 1881)
- The Bostonians (Những người Boston, 1886)
- The Princess Casamassima (Công chúa Casamassima, 1886)
- The Reverberator (1888)
- The Tragic Muse (1890)
- The Other House (Ngôi nhà khác, 1896)
- The Spoils of Poynton (1897)
- What Maisie Knew (1897)
- The Awkward Age (1899)
- The Sacred Fount (1901)
- The Wings of the Dove (Đôi cánh chim câu, 1902)
- The Ambassadors (Những vị đại sứ, 1903)
- The Golden Bowl (Chiếc bát vàng, 1904) 2 tập
- The Outcry (1911)
- The Ivory Tower (chưa hoàn thành, 1917)
- The Sense of the Past (chưa hoàn thành, 1917)

### Thể loại khác
- Transatlantic Sketches (1875)
- French Poets and Novelists (Những nhà thơ và nhà tiểu thuyết Pháp, 1878) phê bình văn học
- Hawthorne (1879) phê bình văn học
- Portraits of Places (1883)
- A Little Tour in France (Một chuyến đi nhỏ ở Pháp, 1884) du kí
- Partial Portraits (1888) phê bình văn học
- Essays in London and Elsewhere (Tiểu luận ở London và những nơi khác, 1893) tiểu luận phê bình
- Picture and Text (Hình ảnh và văn bản, 1893) tập tiểu luận
- Terminations (Những sự hủy diệt, 1893)
- Theatricals (Sân khấu, 1894) tập 2 vở kịch
- Theatricals: Second Series (Sân khấu: tập 2, 1895) tập 2 vở kịch
- Guy Domville (1895) kịch
- The Soft Side (1900)
- William Wetmore Story and His Friends (William Wetmore Story và những người bạn, 1903) tiểu sử William Wetmore Story
- The Better Sort (1903)
- English Hours (1905) du kí
- The American Scene (1907) du kí
- Views and Reviews (1908)
- Italian Hours (1909) du kí
- A Small Boy and Others (Một cậu trai nhỏ và những điều khác, 1913) tự truyện
- Notes on Novelists (Ghi chú về tiểu thuyết, 1914) phê bình văn học
- Notes of a Son and Brother (1914) tự truyện
- The Middle Years (Những năm trung niên, 1917) tự truyện dang dở
- Within the Rim (1918)
- Travelling Companions (1919)
- A Most Unholy Trade (1925)
- The Art of the Novel: Critical Prefaces (1934)